# Małomice
Pour les articles homonymes, voir Małomice.
Małomice (prononciation : [mawɔm iʦɛ ʲ] ; en allemand : Mallmitz) est une petite ville du powiat de Żagań dans la voïvodie de Lubusz, en Pologne. C'est le siège administratif (chef-lieu) de la gmina de Małomice.

## Géographie
La ville est située dans la région historique de Basse-Silésie, sur la rivière Bóbr entre Szprotawa et Żagań, à quatre kilomètres de l'embouchure de la Kwisa. Elle se trouve à environ 10 kilomètres au sud-ouest de Żagań (siège du powiat) et 60 kilomètres au sud de Zielona Góra (siège de la diétine régionale).
La gare de Małomice est située sur la ligne de Berlin à Wrocław.

## Histoire

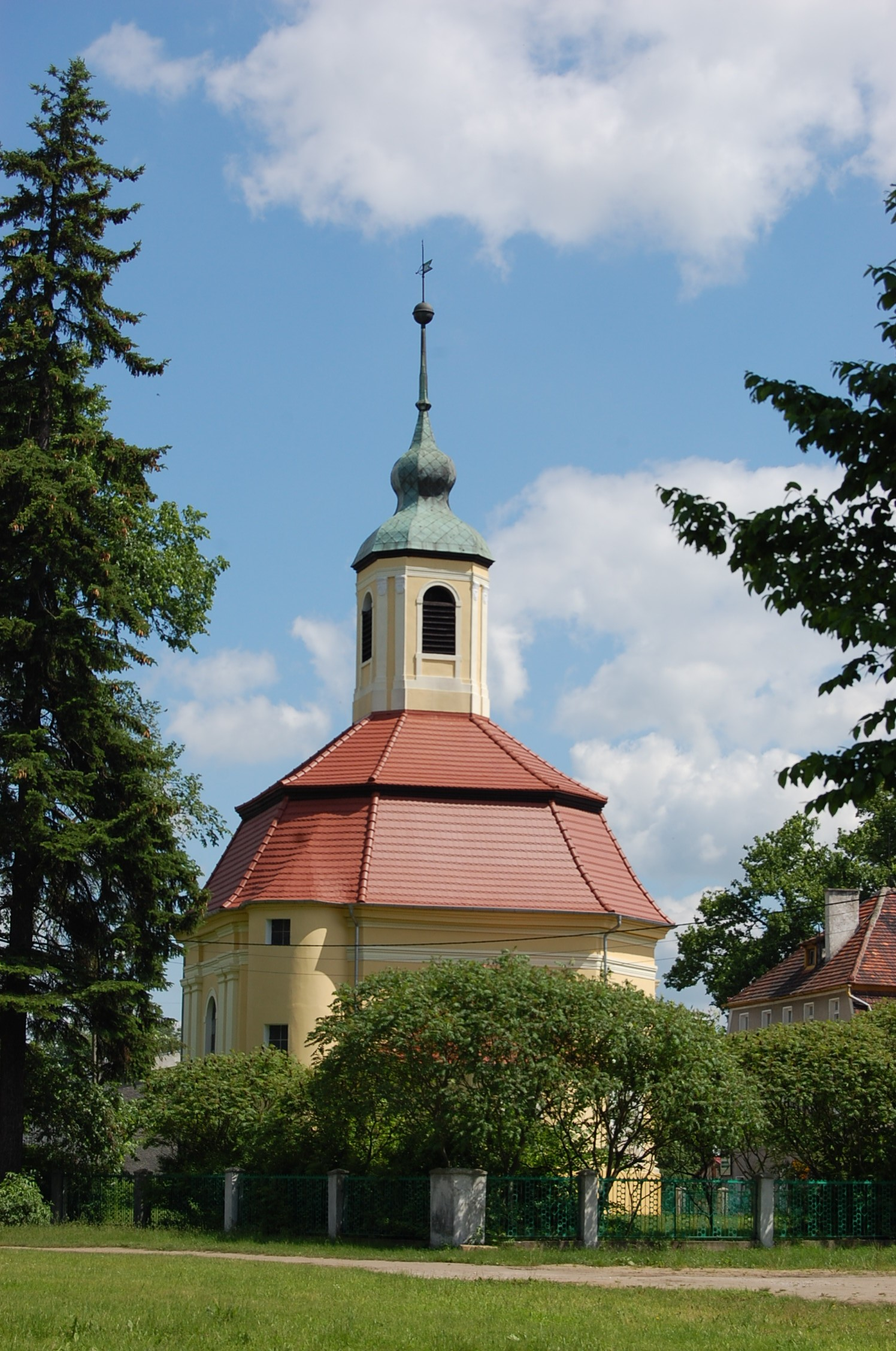
Église polonaise-catholique.

La ville d'aujourd'hui remonte probablement à une colonie slave du XIIe siècle. La première mention de Malomice date de 1329, au temps où la région faisait partie du duché de Głogów (Glogau), un fief de la couronne de Bohême à partir de 1331. 
La communauté était un centre sidérurgique depuis les temps médiévaux et obtient le privilège urbain en 1572. À partir de 1680, le domaine de Mallmitz appartenait à la famille von Redern puis, dès 1766 à la maison de Dohna. Resultant de la première guerre de Silésie, en 1742, la région est annexée par le royaume de Prusse. De 1742 à 1945, Mallmitz fait partie de l'arrondissement de Sprottau dans le district de Liegnitz au sein de la province de Silésie.
Après la Seconde Guerre mondiale, avec les conséquences de la conférence de Potsdam et la mise en œuvre de la ligne Oder-Neisse, la ville est intégrée à la république de Pologne. La population d'origine allemande est expulsée et remplacée par des Polonais.
De 1975 à 1998, la ville est attachée administrativement à la voïvodie de Zielona Góra.

Depuis 1999, elle fait partie de la voïvodie de Lubusz.

## Résidents notables
- Nikolaus zu Dohna-Schlodien (1879–1956), officier de marine.

## Relations internationales

### Jumelages
La ville a signé des jumelages ou des accords de coopération avec:
- Zeuthen (Allemagne)

## Galerie
|  |  |  |  |